# Ерих II (Саксония-Лауенбург)
Ерих II (на немски: Erich II; * 1318/1320, † 1368) от род Аскани, е от 1338 до 1368 г. херцог на Саксония-Лауенбург.

## Живот
Той е първият син на херцог Ерих I († 1361) и на Елизабет от Померания († 1349), дъщеря на херцог Богислав IV.
Ерих поема през 1338 г. управлението на териториите Лауенбург и Ратцебург след напускането на баща му. През зимата на 1343/1344 г. той е нападнат от братовчед му саксонския херцог Албрехт IV, понеже Ерих давал убежища на пътните крадци, които нападали търговските каравани. През 1362 г. той е нападнат от саксонския херцог Вилхелм, който унищожава Рипенбург.
През 1368 г. Ерих е последван от сина му Ерих IV.

## Фамилия
Ерих II се жени през 1342 или 1343 г. за Агнес фон Холщайн († 1386), дъщеря на граф Йохан III фон Холщайн-Кил († 1359). Двамата имат децата:
- Агнес (1353 – 1387)

∞ 1363 херцог Вилхелм II от Брауншвайг-Люнебург († 1369)
∞ 1389 херцог Богислав VI от Померания († 1393)
- Ерих IV (1354 – 1411), херцог на Саксония-Лауенбург

∞ 1373 г. за Софи от Брауншвайг-Люнебург (1358 – 1416)
- Юта (1360 – 1368)

∞ херцог Богислав VI от Померания († 1393)
- Мехтхилд († сл. 1405), абтеса на Винхаузен